# Fábio Ervões
Fábio Miguel Amendoeira Ervões (Valpaços, 26 febbraio 1987) è un ex calciatore portoghese, di ruolo difensore.

## Caratteristiche tecniche
Gioca  come difensore centrale.

## Carriera
La sua maturazione calcistica è avvenuta fra 4 società, fra cui spicca il Porto. La carriera vera e propria tuttavia inizia con l'Esmoriz, con cui gioca fra Segunda Liga e Segunda Divisão.
Nel 2008 viene acquistato dal Covilhã, debuttando in una vittoria per 2-1 contro l'Oliveirense. Due anni più tardi viene ingaggiato dall'União da Madeira, e nel 2012 dal Penafiel, contribuendo nella sua seconda annata alla promozione del club in Primeira Liga con 30 partite ed una rete.
Il 1 luglio 2014 viene acquistato dal neopromosso Boavista.